# Ageeth Telleman
Ageeth G.M. Telleman (Alkmaar, 17 oktober 1970) is een Nederlands politica voor D66. Zij was lid van de gemeenteraad van Amsterdam en korte tijd fractievoorzitter.

## Levensloop
Telleman studeerde politicologie aan de Universiteit van Amsterdam (1990-1997). Na haar afstuderen in 1997 ging ze als adviseur Public Sector werken bij Twynstra Gudde, een organisatieadviesbureau, met kantoren in Amersfoort. In 2000 maakte ze de overstap naar het ministerie van Economische Zaken om daar te gaan werken als ambtenaar, achtereenvolgens als directiesecretaris Directie Energiemarkt, beleidsmedewerker Bureau Secretaris-Generaal en senior adviseur Beleid & Strategie. Vanaf 2005 werkte Telleman bij Rijksadvies en vanaf 2007 bij het Innovatieplatform, een adviesbureau voor overheidszaken, waar zij verantwoordelijk was voor de 'Kennisinvesteringsagenda'.

### Politieke loopbaan
Van 1993 tot 1995 was zij bestuurslid bij de Jonge Democraten. Ook vervulde zij verschillende andere functies bij de jongerenorganisatie van D66. Zij was een van de oprichters van de interne vernieuwingsbeweging "Opschudding", die in 1998 op het partijcongres van D66 een kleine revolutie binnen de partij veroorzaakte. Als resultaat van de daar ingediende en aangenomen resoluties plakte D66 zich voor het eerst sinds haar 32-jarige bestaan het etiket sociaal-liberaal op.
Van 1998 tot 2000 had Telleman zitting in het bestuur van D66 Amsterdam. Van 2004 tot 2008 was ze voorzitter van de Amsterdamse afdeling. In 2006 werd ze door de selectiecommissie voor de kandidatenlijst voor de Tweede Kamerverkiezingen op plaats 2 gezet, maar de leden plaatsten haar in een poststemming op plaats vier. Daardoor werd de D66-politica niet gekozen in de Tweede Kamer.

#### Gemeenteraadsverkiezingen 2010
In 2009 werd ze gekozen tot lijsttrekker voor D66 in Amsterdam voor de gemeenteraadsverkiezingen van 2010. Tijdens de campagne kreeg ze de kritiek niet sterk te zijn in debatten. Toch steeg de partij van twee naar zeven zetels, in het kielzog van het landelijke succes van D66 en van partijleider Alexander Pechtold.
D66 ging in onderhandeling over de vorming van een nieuw College van Burgemeester en Wethouders met GroenLinks en de Partij van de Arbeid, maar trok zich daaruit terug toen de PvdA Lodewijk Asscher voordroeg als waarnemend burgemeester nadat Job Cohen was opgestapt. Telleman verweet de PvdA "op regenteske wijze het eigen belang" na te streven". Daarna gingen de partijen toch weer om de tafel zitten, maar uiteindelijk kwamen ze er niet uit. Vervolgens riep de ledenvergadering van D66 in Amsterdam Telleman op toch weer te gaan onderhandelen, maar de PvdA liet weten daar geen behoefte meer aan te hebben.
Daarop stapte Telleman op als fractievoorzitter en werd opgevolgd door Gerolf Bouwmeester. Zij bleef nog enige tijd aan als raadslid, maar stopte in juli 2010 alsnog met haar werk in de gemeenteraad.

### Functies vanaf 2011
Na haar politieke loopbaan kwam zij in 2012 opnieuw in dienst bij Twynstra Gudde en werd er achtereenvolgens senior adviseur, managing partner en directeur.
Ze bleef in de marge actief in de Amsterdamse politiek, vanaf 2011 als lid en vanaf 2015 als vicevoorzitter van de Sportraad Amsterdam. Zij heeft affiniteit met sport, zo was zij eerder sportinstructrice bij enkele turnverenigingen en sportscholen. Later werd ze voorzitter van de Sportraad. Na het uitbreken van de coronacrisis in 2020 leidde ze een grootschalige bevraging hoe het met de sportverenigingen geregeld was. Telleman maakte zich zorgen om de inactieve jeugd die veelal thuiszat.
- Parlement.com: vhdyadtf9xue